# Doppler-Gruppe
Die Doppler-Gruppe (eigene Schreibweise: DOPPLER Gruppe) ist der größte private Tankstellenbetreiber Österreichs mit einer Filialanzahl von 260 Tankstellen. Die Tankstellen werden unter den Marken Turmöl, Turmöl quick und BP geführt.

## Geschichte
Das Familienunternehmen wurde 1932 durch KR Franz Doppler in Wels gegründet und beschäftigte sich dazumal mit dem Großhandel von Mineralölprodukten. 1945 führte Doppler Mineralöle Aral am österreichischen Markt ein und war damit unter der Marke BV Aral mit einem eigenen Tankstellennetz vertreten.
1967 wurde die Marke Shell im Doppler Tankstellennetz eingeführt, wodurch es zu einem generellen Markenwechsel auf Shell kam. Ab 1980 wurde die Marke Esso verwendet. Im Zuge einer Restrukturierung sowie zahlreichen Akquisitionen setzte man ab 2001 vermehrt auf BP. 2003 erwirbt die Doppler Mineralöle die Turmöl Mineralölprodukte Großhandelsges.m.b.H. und das zugehörige Tankstellennetz. Dieser Kauf ist der erste Schritt zur eigenen Tankstellenmarke. Durch laufendes Wachstum und Modernisierung konnte sich die Marke Turmöl in den kommenden Jahren zur größten österreichischen Diskontmarke am Tankstellenmarkt entwickeln.
2010 kommt es zum Roll Out des innovativen Shopkonzepts SPAR express an einigen Doppler Tankstellen.  Dieses Konzept modernisiert den Lebensmittelhandel durch erweiterte Öffnungszeiten. Der Tankstellenshop wird durch das deutlich erweiterte Sortiment und die Supermarktpreisgarantie revolutioniert. Mit 1. Juli 2013 übernimmt die Doppler Gas GmbH, ein neu gegründetes Tochterunternehmen der Doppler Mineralöle, das Flüssiggasgeschäft der BP Austria. Unter der neu entwickelten Marke dopgas wird nun Flaschengas und Flüssiggas an rund 600 Vertriebsstellen österreichweit verkauft.
Seit 2017 bietet die Doppler Gruppe Propan und Butan als Flaschengas. Im selben Jahr kommt es zur Eröffnung der ersten Turmstrom Schnellladesäule in Linz, Oberösterreich, wodurch die Doppler Gruppe sich auch zunehmend dem Thema der alternativen Energien widmet. Unter der Marke Turmstrom soll das Schnellladen zu einer weiteren Kernkompetenz des Unternehmens werden.
Laufende Akquisen und Modernisierungen führten dazu, dass das Großhandelsgeschäft und das Tankstellennetz immer weiter ausgebaut wurden sowie weitere Geschäftsfelder entstehen konnten. So erweiterten jüngst die Turm Logistik, die Austrocard Tankkarte sowie das Flugbenzingeschäft (Doppler Aviation) die bestehenden Geschäftsfelder.
Mit Stand 2020 betreibt die Doppler Gruppe 256 Tankstellen unter den Marken Turmöl, Turmöl quick und BP sowie mehr als 60 SPAR express Tankstellenshops in Österreich.
Am 4. Juli 2023 wurde bekannt gegeben, dass Doppler die 263 Turmöl-Tankstellen, sowie die Marken Turmgas und Turmstrom bzw. Austrocard an den polnischen Mineralölkonzern PKN Orlen verkaufen will. Der Verkauf soll am 2. Jänner 2024 wirksam werden. Doppler behält jedoch die Immobilien. Doppler beteiligt sich mit 20 %, neben AVL und anderen an einem im April 2024 zu gründenden Konsortium zur Errichtung einer Pilotanlage zur Synthese von Dieseltreibstoff aus Wasserstoff und CO2 2025 in Wien. Bei Flüssiggas trachtet Doppler mit Dop-Gas und der Übernahme eines Gasversorgers nach Marktführerschaft in Österreich bis 2025.

## Produkte
Als umfassender Energiehändler bietet die Doppler Gruppe unter anderem Treibstoffe, Gas, Heizöl und Strom an.
- Treibstoffe

An den Tankstellen der Doppler Gruppe werden grundsätzlich Diesel und Superbenzin (95 Oktan) angeboten. Zudem ist an ausgewählten Tankstellen Premium-Treibstoff in Form von Racing Diesel und Racing Super erhältlich. Die Premium Treibstoffe verfügen über eine höhere Zündkraft, Racing Super zudem über eine höhere Oktanzahl. Der Racing Diesel Treibstoff von Doppler verzichtet zudem auf biogenen Anteil.
- Erdgas

Als heimischer Flüssiggasanbieter versorgt die Doppler Gruppe unter der Marke dopgas seine Kunden mit Flaschengas, Autogas und Tankgas. Mit rund 600 Verkaufsstellen handelt es sich um das österreichweit größte Vertriebsnetz für Flaschengas. Darüber hinaus wird unter der Marke Turmgas Erdgas angeboten.
- Flüssiggas

Neben dem Verkauf von Propan wird auch Butan als Flaschengas an Gewerbetreibende wie auch Private verkauft. CNG (Compressed Natural Gas) wird an ausgewählten Turmöl und Doppler BP Tankstellen für die Betankung von Erdgasfahrzeugen angeboten.
- Heizöl

Die Doppler Gruppe vertreibt in Oberösterreich, Kärnten und der Steiermark Standard-Heizöl sowie Ecovat Premium Heizöl und zählt zu einem der größten Wärmeanbietern Österreichs.
- Strom

An ausgewählten Standorten bietet Doppler E-Ladestationen (unter anderem Schnelllader) an (ausgewählte Turmöl und Doppler BP Tankstellen, Parkgaragen etc.). Dort können E-Autos mit preiswertem Ökostrom geladen werden.
Mit Dezember 2020 präsentiert das Unternehmen die erste Doppler BP Tankstelle mit eigener Photovoltaikanlage zur Erzeugung von eigenem Ökostrom. Bis Ende 2021 sollen vier weitere Tankstellen der Doppler Gruppe folgen.
- SPAR express, Nah & Frisch Punkt Tankstellenshops

Seit 2010 bietet Turmöl an ausgewählten Tankstellen innovative Shopkonzepte in Form von SPAR express oder Nah & Frisch. Neben einem umfangreichen Sortiment von bis zu 1.500 Food- und Non-Food Artikeln profitieren die Kunden von der Supermarktpreisgarantie auf Brot & Gebäck, Obst & Gemüse und SPAR Eigenmarken. Tankstellen mit Shop verfügen zudem über Car Care Produkte des täglichen Bedarfs wie Erste-Hilfe-Kasten, Pannendreieck oder Ad Blue Kanister zum Nachfüllen sowie saisonales Autozubehör wie Scheibenfrostschutz, Scheibenenteiser oder Eiskratzer. Mit Ende 2020 verzeichnet die Doppler Gruppe 65 Tankstellen mit SPAR express Shopkonzept.
- Ad Blue®

Mehr als 26 bemannte Turmöl und Doppler BP Tankstellen bieten Ad Blue® zum Kauf an. Abhängig von der Tankstelle in Form von Ad Blue® Bulkanlagen (das heißt Zapfsäulen), jedenfalls aber 4,7 l und 10 l AdBlue® Kanister zum Nachfüllen.
- Pico bello

Unter der Marke Pico bello bieten die Doppler Tankstellen ihren Kunden an ausgewählten Tankstellen eigene Selbstbedienungs-Waschplätze sowie topmoderne Waschanlagen. Mit Stand 2020 betreiben mehr als 50 Doppler Stationen eine Pico bello Waschanlage sowie 55 Selbstbedienungs-Waschplätze.

## Unternehmensstruktur

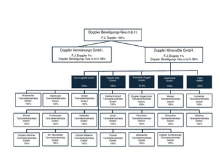
Unternehmensstruktur der DOPPLER Gruppe

Die Doppler Gruppe ist in folgende Geschäftsbereiche gegliedert (Stand Juli 2023):
- Doppler Beteiligungs Ges.m.b.H. (F.J. Doppler 100 %)
  - Doppler Vermietungs GmbH (F.J. Doppler 1 %, Doppler Beteiligungs Ges.m.b.H. 99 %)
  - Doppler Energie GmbH (F.J. Doppler 1 %, Doppler Beteiligungs Ges.m.b.H. 99 %)
    - Turm Logistik GmbH (100 %)
    - mehrere Tankstellenbetriebs-GmbHs (100 %)
    - Doppler Gas GmbH (87,5 %)
    - Eichstelle Doppler GmbH (100 %)
    - Austrocard GmbH (100 %)
    - FIDO GmbH (100 %)

Daraus erschließen sich folgende Geschäftsfelder der Doppler Gruppe
- Doppler Tankstellen
- Austrocard Tankkarte
- Doppler Energiehandel
- Doppler Aviation
- Dopgas Flüssiggas
- Turmgas Erdgas
- Turlogistik
- Eichstelle Doppler